# NGC 7771
NGC 7771 ist eine aktive Balken-Spiralgalaxie mit hoher Sternentstehungsrate vom Hubble-Typ SBa im Sternbild Pegasus am Nordsternhimmel. Sie ist rund 198 Millionen Lichtjahre von der Milchstraße entfernt und hat einen Durchmesser von etwa 140.000 Lichtjahren. Die Galaxie bildet gemeinsam mit NGC 7769 und NGC 7770 das gravitativ gebundene Galaxientrio Holm 820 oder KTG 82 und gilt als Mitglied der NGC 7771-Gruppe (LGG 483).
Die Typ-II-Supernova SN 2003hg wurde hier beobachtet.
Das Objekt wurde  am 18. September 1784 von dem Astronomen William Herschel entdeckt.

## NGC 7771-Gruppe (LGG 483)
| Galaxie   | Alternativname | Entfernung / Mio. Lj |
| --------- | -------------- | -------------------- |
| NGC 7769  | PGC 72615      | 195                  |
| NGC 7770  | PGC 72635      | 195                  |
| NGC 7771  | PGC 72638      | 198                  |
| NGC 7786  | PGC 72870      | 201                  |
| UGC 12828 | PGC 72749      | 202                  |